# Comtat de Kings (Illa del Príncep Eduard)
El comtat de Kings és un dels tres comtats en què es divideix administrativament la província canadenca de l'Illa del Príncep Eduard.
El comtat ocupa el terç oriental de l'illa i limita a l'oest amb el Comtat de Queens.
Amb els seus 1.684 km² de superfície és el més petit de l'illa i també el menys poblat, amb 19.328 habitants, segons el cens de 2011. La seu del comtat és la ciutat de Georgetown.
El seu nom, Comtat del Rei, li fou atribuït, el 1765, dedicat al rei Jordi III del Regne Unit. Per això, la capital fou nomenada Georgetown.